# Legio V Macedonica
Legio V Macedonica was een Romeins legioen, waarschijnlijk opgericht in 43 v.Chr. door consul Gaius Vibius Pansa Caetronianus en Octavianus, de latere keizer Augustus. Het symbool van het legioen was de stier.

## 1e eeuw v.Chr.
Van de eerste jaren van het 5e legioen zijn geen schriftelijke bronnen: het is bekend dat er in die tijd een 5e legioen Gallica en een 5e legioen Urbana bestond, maar het is onzeker of dit hetzelfde legioen als het 5e legioen Macedonica was. Het legioen vocht hoogstwaarschijnlijk in 31 v.Chr. mee in de slag bij Actium. Daarna werd het in de Romeinse provincie Macedonia geplaatst, waar het tot het jaar 6 verbleef. Hier kreeg het legioen ook zijn bijnaam "Macedonica".

## 1e eeuw

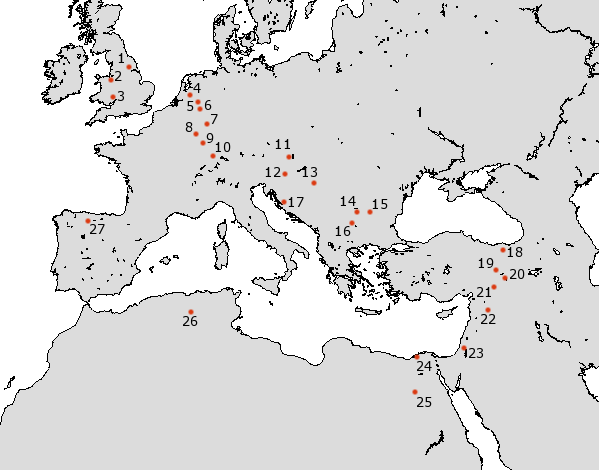
Standplaatsen van de legioenen in het jaar 80. Legio V Macedonica zat in Oescus (14).

In het jaar 6 werd het 5e legioen Macedonica in Oescus (provincie Moesia) gestationeerd. In 62 vocht een detachement (vexillatio) van het legioen tegen de Parthen. Na een nederlaag tegen Tiridates I werd generaal Gnaius Domitius Corbulo naar het oosten gestuurd. Met het 3e legioen Gallica, 6e Ferrata, 10e Fretensis en het 5e legioen Macedonica werden de Parthen verslagen.
In 66 begon de Joodse oorlog tegen het Romeinse Rijk. In 67 stuurde keizer Nero de latere keizer Vespasianus naar Judea om de opstand neer te slaan. Vespasianus kreeg het 10e, 12e, 15e en 5e legioen (met als legatus legionis Sextus Vettulenus Cerialis) toegewezen. In 68 had hij Galilea en de kuststrook onder controle. De opstandelingen verschansten zich in Jeruzalem. Ondertussen was Nero gestorven en Vespasianus' soldaten verklaarden hem tot de nieuwe keizer. Deze ging naar Rome om de troon op te eisen en liet het verder neerslaan van het verzet over aan zijn zoon Titus, die onmiddellijk begon aan de belegering van Jeruzalem. Nadat de joodse verdediging ernstig verzwakt was door hongersnood kwam de laatste bestorming door de Romeinen op 29/30 augustus van het jaar 70: de hele stad werd in de as gelegd en de Joodse opstand was ten einde.
Na de oorlog keerde het 5e legioen terug naar Oescus. In 96 was de latere keizer Hadrianus krijgstribuun (tribunus militum) van het 5e legioen.

## 2e eeuw

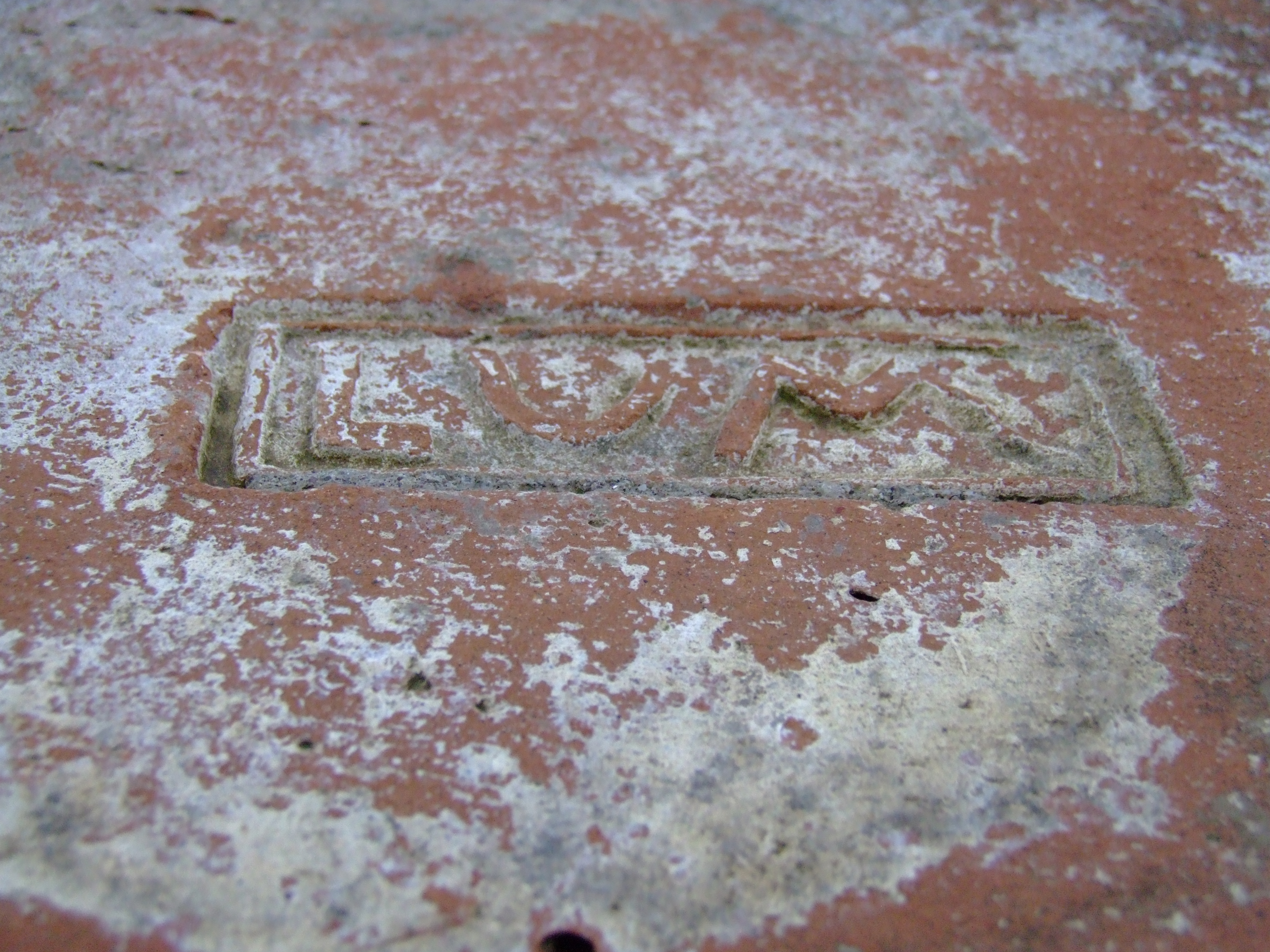
Baksteen met het LVM-stempel van het 5e legioen.

In 101 werd het 5e legioen Macedonica verplaatst naar de provincie Dacia (het huidige Roemenië), om onder Trajanus mee te vechten in de Dacische Oorlogen. Nadat de Romeinse overwinning in 106 was afgelopen werd het legioen in Troesmis in Scythia Minor in het noordoosten van de provincie Moesia gestationeerd.
Tijdens de campagne van keizer Lucius Verus tegen de Parthen (161–166) werd het 5e legioen naar het oosten gestuurd, maar later keerde het terug naar Dacia, waar het in Potaissa, het huidige Turda, werd gelegerd. Kort daarop vocht het legioen onder Marcus Aurelius tegen de Marcomanni en Quadi. Tijdens de regering van keizer Commodus versloeg het 5e legioen de Sarmaten, onder bevel van de latere usurpators Pescennius Niger en Clodius Albinus en rond 185 verdiende het legioen de eretitel Pia Constans (trouw en betrouwbaar) of Pia Fidelis (trouw en loyaal). In 193 steunde het legioen Septimius Severus in de Romeinse Burgeroorlog (193-197).

## 3e eeuw

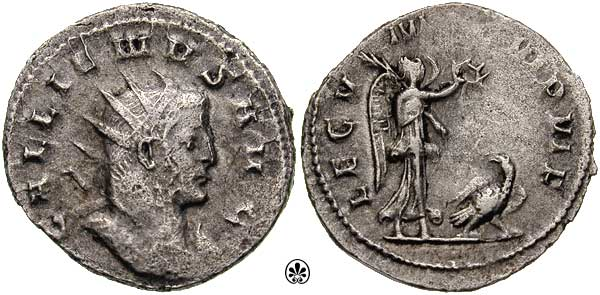
Romeinse munt ter ere van het 5e legioen, geslagen onder het bewind van keizer Gallienus.

In de derde eeuw verbleef het legioen voornamelijk in Potaissa, waar het de eretitel III Pia III Fidelis (driemaal trouw, driemaal loyaal) ontving van keizer Valerianus I, waarschijnlijk voor betoonde moed in de strijd tegen de Sassaniden. Zijn zoon Gallienus kende het legioen de eretitel VII Pia VII Fidelis toe. De tussenliggende titels werden waarschijnlijk in de strijd tegen de usurpators Ingenuus en Regalianus rond 260. Een detachement van het 5e legioen vocht rond 270 in Gallië tegen Victorinus, keizer van het Gallische keizerrijk.

## 4e tot 7e eeuw
In 274 keerde het 5e legioen terug naar Oescus en het zou tot begin 5e eeuw in Moesia blijven, tot Oescus in 411 door de Hunnen werd ingenomen en verwoest. Het legioen is waarschijnlijk onderdeel geworden van het leger van het Byzantijnse Rijk.
Een ruitereenheid van het legioen is echter in 293 door keizer Diocletianus naar Egypte gestuurd. Deze eenheid nam onder andere deel aan oorlogen tegen de Sassaniden en Armenië. Ze zou uiteindelijk tot begin 5e eeuw in Egypte gestationeerd blijven.
Er zou sprake zijn van inscripties die de ruitereenheid nog vermelden in het jaar 635: ze versterkten toen de muren van Heliopolis. Uiteindelijk werden ze verslagen door de invallende Arabieren die de stad innamen.